# آسا

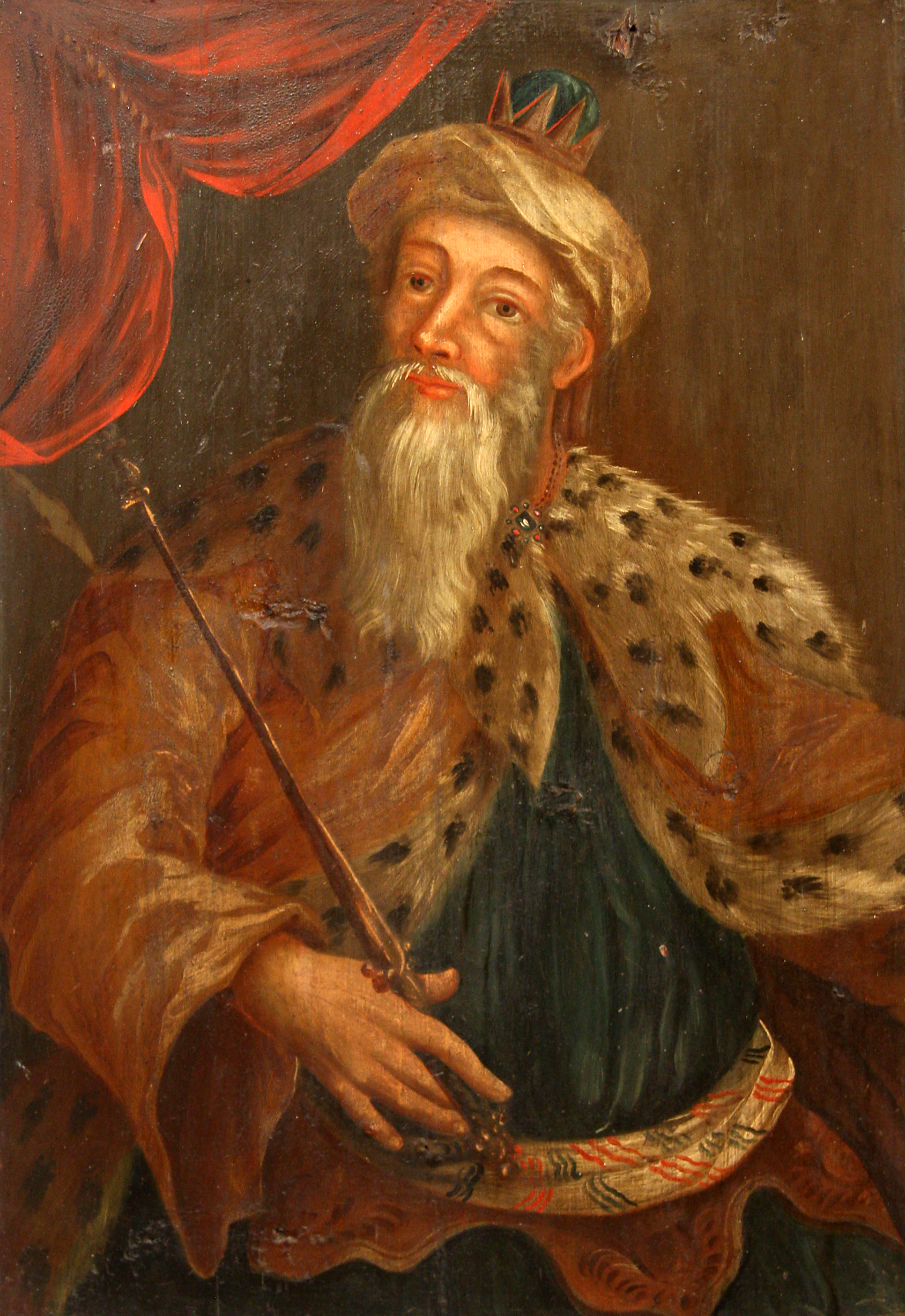
نگاره‌ای خیالی از آسا، اثر هنرمندی ناشناس از سدهٔ هفدهم میلادی

آسا (به عبری: אָָסא) پسر ابیا و پادشاه یهودیه از ۹۱۱ تا ۸۷۰ پیش از میلاد بود.
از آنجایی‌که یک‌بار در کتاب اول پادشاهان (۱۵:۲)، معکه دختر اَبشالوم را مادر آسا و در کتاب دوم تواریخ (۱۵:۱۶) ابیا را پسر معکه شناسانده‌اند؛ از این‌رو برخی پژوهشگران چنین برداشت کرده‌اند که می‌باید آسا برادر ابیا بوده‌باشد.

## پادشاهی
با مرگ ابیا، آسا که گویا در آن زمان هنوز جوان بوده به پادشاهی می‌رسد و مادرش مَعکَه یک‌چند نایب‌السلطنگی را بر عهده گرفت. مطابق با کتاب اول پادشاهان، آسا معکه را به گناه پرستش بت از ملکگی کنار نهاد. این اقدام گویا در پی یک‌رشته کوشش‌های آسا برای برانداختن نفوذ بت‌پرستی و بازگردانی یکتاپرستی در اورشلیم بوده‌است. آغاز سلطنت آسا با آرامش همراه بود. او برای پیش‌گیری از تازش‌های بیگانگان در یهودیه استحکاماتی برپا داشت. پس از چند سال پادشاهی زارح حبشی از جنوب مرزهای یهودیه را مورد تاخت‌وتاز قرار داد. از دیگرسو بعشا -پادشاه اسرائیل- نیز با آسا وارد جنگ شد. آسا در شهر مرزی مریشه حبشیان را شکست‌داد و آنان را تا شهر جرار پس‌راند. از دیگر سو بعشا شهر رامه را در نزدیکی اورشلیم بنانهاده‌بود و در آن مستقر شده تهدیدی برای یهودیه شمرده‌می‌شد. آسا دست به دامان بنهدد یکم پادشاه آرامی شد و او را برانگیخت تا از شمال به جلیله بتازد. بَنهَدَد شهرهای عیون، دان، آبل مایم و بخش‌های مهم نفتالی را تسخیر نمود. بعشا که بخش‌های شمالی کشورش را در خطر دید، رامه را رها نمود و به اسرائیل بازگشت. نیروهای آسا به رامه آمدند و مصالحی را که در ساخت آن استفاده شده‌بود را با خود بردند و با آن شهرهای جبع و مصفه را ساختند. بدین‌سان تهدید از مرزهای شمالی یهودیه برداشته‌شد.
بر اساس کتاب دوم تواریخ، آسا در سال‌های پایانی عمرش رفتاری نامطلوب را در پیش گرفت.